# Niklas Wellen
Pour les articles homonymes, voir Wellen.
Niklas Wellen est un joueur allemand de hockey sur gazon né le 14 décembre 1994 à Krefeld. Il a remporté avec l'équipe d'Allemagne la médaille de bronze du tournoi masculin aux Jeux olympiques d'été de 2016 à Rio de Janeiro.

## Palmarès
- Jeux olympiques d'été de 2016 à Rio de Janeiro
  -  Médaille de bronze.
- Coupe du monde 2023 à Bhubaneswar
  -  Champion du monde.